# Henri Kossowski
Henri Kossowski, né le 9 octobre 1858 à Cracovie et mort le 3 janvier 1931 à Paris, est un sculpteur polonais.

## Biographie
Henri Joseph Paul Kossowski est le fils de Henri Kossowski, sculpteur, et de Virginie Philippi.
Élève de son père et de Marceli Guyski, il obtient son diplôme à l’Académie des beaux-arts Jan-Matejko de Cracovie, puis poursuit ses études à Paris, auprès de Mathurin Moreau.
Il expose au Salon à partir de 1882. Il réalise des sculptures (principalement des portraits) en bronze, plâtre patiné ou terre cuite.
Il épouse Julie Éloïse Mignot.
Domicilié rue Piat, il meurt à l'âge de 72 ans. Il est inhumé le 13 janvier 1931 au cimetière de Pantin.